# 野田美佳子
野田 美佳子（のだ みかこ、1972年7月20日 - ）は、福井放送 (FBC) の元アナウンサー。

## 来歴
東京都江戸川区出身。江戸川区立南葛西中学校、東京都立小松川高等学校、成蹊大学法学部を卒業後、FBCに入社。
2001年4月に報道部へ異動。同時に、それまでリポーターとして出演していた『夕方いちばんプラス1』のキャスターに抜擢される。
後に産休を取り、男児を出産。育休期間を経て2006年4月に職場復帰した。同時に制作部へ異動し、『イケてる福井』の司会で1年ぶりのテレビ生出演を果たす。

## 過去の担当番組

### FBCテレビ
- 夕方いちばんプラス1 - 駅前中継リポーター[7] → キャスター[7]
- 県民サロン[8]
- イケてる福井 - 司会[9]（2006年5月 - 2008年3月）

### FBCラジオ
- 歌のない歌謡曲[8]